# Pseudocreadium diodontis
Pseudocreadium diodontis är en plattmaskart. Pseudocreadium diodontis ingår i släktet Pseudocreadium och familjen Lepocreadiidae. Inga underarter finns listade i Catalogue of Life.